# Martingale (calcul stochastique)
Pour les articles homonymes, voir martingale (homonymie).
Une martingale est une séquence de variables aléatoires {\displaystyle X_{t}} (autrement dit un processus stochastique), telles que l'espérance mathématique {\displaystyle E(X_{t})} à l'instant {\displaystyle t} , conditionnellement à l'information disponible à un moment préalable {\displaystyle s}, notée {\displaystyle F_{s}}, vaut {\displaystyle E(X_{t}|F_{s})=X_{s}} (avec {\displaystyle s\leq t}).
En particulier, dans un processus discret (t entier), {\displaystyle E(X_{t+1}|X_{0},X_{1},...X_{t})=X_{t}}.
Une martingale peut modéliser les gains / pertes accumulés par un joueur au cours de répétitions indépendantes d'un jeu de hasard à espérance nulle (même si le joueur s'autorise à modifier sa mise en fonction des gains passés), d'où l'emprunt du terme martingale au monde du jeu.
On dira que {\displaystyle X} est un processus adapté à la filtration {\displaystyle F}.
On parlera de sous-martingale si {\displaystyle E(X_{t}|F_{s})\geq X_{s}} et de sur-martingale si {\displaystyle E(X_{t}|F_{s})\leq X_{s}}.

## Définitions
Processus stochastique
Un processus stochastique est une famille de variables aléatoires, généralement indexée par {\displaystyle \mathbb {R} ^{+}} ou {\displaystyle \mathbb {N} }.
Filtration
Une filtration est une suite croissante de tribus (ou sigma-algèbres) {\displaystyle ({\mathcal {F}}_{n})_{n\geq 0}}, c'est-à-dire {\displaystyle {\mathcal {F}}_{n}\subset {\mathcal {F}}_{n+1},\ \ \forall n\in \mathbb {N} }.
Filtration naturelle
Soit {\displaystyle (X_{n})_{n\geq 0}} une suite de variables aléatoires. On dit que {\displaystyle ({\mathcal {F}}_{n})_{n\geq 0}} définie par {\displaystyle {\mathcal {F}}_{n}=\sigma (X_{0},\ldots ,X_{n}),\ \forall n\in \mathbb {N} } est la filtration naturelle de la suite {\displaystyle (X_{n})_{n\geq 0}}.
Processus adapté
On dit que le processus {\displaystyle (X_{n})_{n\geq 0}} est adapté à la filtration {\displaystyle ({\mathcal {F}}_{n})_{n\geq 0}} si {\displaystyle X_{n}} est {\displaystyle {\mathcal {F}}_{n}}-mesurable pour tout entier n.
Martingale dans {\displaystyle \mathbb {N} }
Soit {\displaystyle ({\mathcal {F}}_{n})_{n\geq 0}} une filtration.
Soit {\displaystyle (M_{n})_{n\geq 0}} une suite de variables aléatoires.
On dit que {\displaystyle (M_{n})_{n\geq 0}} est une martingale par rapport à {\displaystyle ({\mathcal {F}}_{n})_{n\geq 0}} si:
1. {\displaystyle (M_{n})_{n\geq 0}} est adaptée à la filtration {\displaystyle ({\mathcal {F}}_{n})_{n\geq 0}}.
2. {\displaystyle M_{n}\,} est intégrable pour tout entier n.
3. {\displaystyle E(M_{n+1}|{\mathcal {F}}_{n})=M_{n}}.

Si {\displaystyle (M_{n})_{n\geq 0}} respecte les deux premières conditions, et {\displaystyle E(M_{n+1}|{\mathcal {F}}_{n})\geq M_{n}\ \forall n} alors on l'appelle sous-martingale, et si {\displaystyle E(M_{n+1}|{\mathcal {F}}_{n})\leq M_{n}\ \forall n}, alors on l'appelle sur-martingale.
On dit que {\displaystyle (M_{n})_{n\geq 0}} est une {\displaystyle {\mathcal {F}}_{n}}-martingale.
Processus prévisible
Soit {\displaystyle ({\mathcal {F}}_{n})_{n\geq 0}} une filtration.
Soit {\displaystyle (Y_{n})_{n\geq 0}} une suite de variables aléatoires.
On dit que {\displaystyle (Y_{n})_{n\geq 0}} est un processus prévisible si {\displaystyle Y_{0}\,} est {\displaystyle {\mathcal {F}}_{0}}-mesurable et {\displaystyle Y_{n+1}\,} est {\displaystyle {\mathcal {F}}_{n}}-mesurable pour tout entier n.

### Situation générale

#### Sur les espaces de Banach
Soit 
- {\displaystyle I} un ensemble partiellement ordonné
- {\displaystyle (E,\|\cdot \|_{E})} un espace de Banach
- {\displaystyle (\Omega ,{\mathcal {F}},P)} un espace probabilisé avec filtration {\displaystyle \mathbb {F} =({\mathcal {F}}_{t})_{t\in I}}
- {\displaystyle X=(X_{t})_{t\in I}} un processus stochastique sur {\displaystyle E}

Alors {\displaystyle X} est appelé un {\displaystyle \mathbb {F} }-{\displaystyle P}-martingale, si
1. {\displaystyle X} est {\displaystyle \mathbb {F} }-adapté,
2. {\displaystyle \forall t\in I,} {\displaystyle X_{t}\in L^{1}(\Omega ,{\mathcal {F}}_{t},P;E)}, cela signifie {\displaystyle \mathbb {E} \|X_{t}\|_{E}<\infty },
3. {\displaystyle \mathbb {E} [X_{t}|{\mathcal {F}}_{s}]=X_{s}} {\displaystyle P}-presque sûrement pour tous {\displaystyle s,t\in I} avec {\displaystyle t\geq s}.

Si en plus est vrai
- {\displaystyle \forall t\in I,} {\displaystyle X_{t}\in L^{p}(\Omega ,{\mathcal {F}}_{t},P;E)}, cela signifie {\displaystyle \mathbb {E} \|X_{t}\|_{E}^{p}<\infty },

alors {\displaystyle X} est un {\displaystyle L^{p}(\mathbb {F} ,P)}-martingal ou court {\displaystyle L^{p}}-martingal.

## Historique du nom
Donnons ici une histoire anti-chronologique du nom (et non du concept) de martingale (issue de cette note).
En théorie des probabilités, la première apparition du mot martingale (et non du concept) se trouve dans la thèse de Jean Ville (en 1939), au chapitre IV, paragraphe 2 dans l'expression : « système de jeu ou martingale ». Il précise que ce terme est emprunté du vocabulaire des joueurs. Notons que la dénomination anglaise (martingale) a été reprise de la française par Joseph Leo Doob, alors rapporteur de la thèse de Ville.
La martingale dans les jeux
Dans le langage des jeux, le terme martingale, le dictionnaire de l'Abbé Antoine François Prévost de 1750, définit le terme comme une stratégie qui consiste pour le joueur à doubler sa mise à chaque perte "pour se retirer avec un gain sûr, supposé qu'il gagne une fois". Plus tôt, en 1611, le dictionnaire franco-anglais de Randle Cotgrave. définit L'expression « à la martingale » avec les termes : absurdly, foolishly, untowardly, grossely, rudely, in the homeliest manner (absurde, stupide, fâcheusement, grossièrement, brutalement, de manière laide). Notons que le terme martingale fait son apparition dans le dictionnaire de l'Académie française en 1762.
Selon une expression provençale, jouga a la martegalo signifierait : jouer de manière incompréhensible, absurde. C'est peut-être l'origine de l'application du terme "martingale" aux jeux. On peut penser que la stratégie de martingale peut être considérée comme absurde.
La martingale est absurde ?
Le terme martegalo se rapporte aux habitants de Martigues. La situation isolée de Martigues, au XVIe siècle, « a valu à ses habitants une réputation de naïveté proverbiale » ; on leur attribue une certaine « badauderie », de la « naïveté » ainsi que « des propos goguenards ».

## Propriétés
Propriété 1
Soit {\displaystyle (M_{n})_{n\geq 0}} une martingale.
On a {\displaystyle E(M_{n+1})=E(E(M_{n+1}|{\mathcal {F}}_{n}))=E(M_{n})=\ldots =E(M_{0})}
Autrement dit, la suite {\displaystyle (E(M_{n}))_{n\geq 0}} est constante.

## Exemples de martingales
- Soit {\displaystyle X\,} une variable aléatoire intégrable et {\displaystyle X_{n}:=E(X|{\mathcal {F}}_{n})}.

Alors {\displaystyle (X_{n})_{n}\,} est une {\displaystyle {\mathcal {F}}_{n}}-martingale.
- Soit {\displaystyle (X_{k})_{k}\,} une suite de variables aléatoires indépendantes et centrées.

La suite {\displaystyle (S_{n})_{n}\,} définie par {\displaystyle S_{n}:=\sum _{k=1}^{n}X_{k}} est une {\displaystyle {\mathcal {F}}_{n}}-martingale avec {\displaystyle {\mathcal {F}}_{n}=\sigma (X_{0},\ldots ,X_{n})}.
- Soit {\displaystyle (X_{n})_{n}} une {\displaystyle {\mathcal {F}}_{n}}-martingale, soit {\displaystyle (Y_{n})_{n}} un processus borné prévisible par rapport à {\displaystyle ({\mathcal {F}}_{n})_{n}}.

Alors {\displaystyle (Z_{n})_{n}\,} définie par {\displaystyle Z_{n}:=Y_{0}X_{0}+\sum _{k=1}^{n}Y_{k}(X_{k}-X_{k-1})}  est une {\displaystyle {\mathcal {F}}_{n}}-martingale.
- Martingale de Doob

On étudie l'espérance conditionnelle d'une variable aléatoire X selon une suite de variables aléatoires {\displaystyle (Y_{n})_{n\in \mathbb {N} }} définies sur le même espace probabilisé et on pose :
{\displaystyle X_{n}=\mathbb {E} [X|Y_{0},...,Y_{n}]}
La suite des {\displaystyle (X_{n})_{n\in \mathbb {N} }} est appelée martingale de Doob.
- Martingale de Wald

On définit la suite des {\displaystyle (X_{n})_{n\in \mathbb {N} }} selon la fonction génératrice d'une suite de variables aléatoires indépendantes identiquement distribuées {\displaystyle (Y_{n})_{n\in \mathbb {N} }}
{\displaystyle X_{n}=e^{t\sum _{i=1}^{n}Y_{i}}\,\mathbb {E} [e^{tY}]^{-n}}
La suite des {\displaystyle (X_{n})_{n\in \mathbb {N} }} est appelée martingale de Wald.
- Exemple de martingale à temps continu

On peut par exemple définir des martingales avec des mouvements browniens. Ceci a de nombreux liens avec l'intégration stochastique. On commence par définir la filtration comme étant la filtration naturelle d'un mouvement brownien standard {\displaystyle (B_{t})_{t}}. Alors le processus stochastique {\displaystyle (M_{t}=B_{t}^{2}-t)_{t}} est une martingale. Ceci donne par ailleurs la décomposition de Doob de la sous-martingale {\displaystyle (B_{t}^{2})_{t}}

## Martingales et temps d'arrêts
Théorème 1
Soit {\displaystyle (M_{n})_{n}\,} une {\displaystyle {\mathcal {F}}_{n}}martingale et {\displaystyle T\,} un temps d'arrêt.
Alors {\displaystyle (M_{n\wedge T})_{n}\,} est une martingale (appelée "martingale arrêtée").
Corollaire
{\displaystyle E(M_{0})=E(M_{n\wedge T})}.

## Décomposition de Doob-Meyer
La décomposition de Doob-Meyer permet de décomposer un processus stochastique intégrable adapté en une martingale et un processus prévisible.